# Jaroslav Šimsa
Jaroslav Šimsa (12. října 1900 Praha – 8. února 1945 Koncentrační tábor Dachau) byl český publicista a filosof, aktivní zejména v prostředí Československé YMCA. Byl studentem Emanuela Rádla a Josefa Lukla Hromádky a stoupencem názorů Tomáše Garrigua Masaryka. Ideologicky byl angažovaným křesťanem a socialistou.

## Život
Jaroslav Šimsa vyrůstal v chudé katolické rodině bez otce. Proto si od mládí musel přivydělávat, zprvu jako ministrant a roznášením novin, později už si vydělával psaním, zejména do Národního osvobození. Po maturitě přestoupil do evangelické církve. Krátký čas působil ve Skautech práce, později byl jednou z nejvýraznějších osobností v Lize lesní moudrosti, kterou v letech 1926–1928 vedl jako náčelník. Zde také společně s Miloslavem Vavrdou založil vydavatelství Les, kde vychází woodcrafterská literatura. Pracoval v soukromém archivu T. G. Masaryka a krátce po svatbě s Marií Kohoutkovou (1906–1988) vstoupil do YMCA, kde pracoval v letech 1929 ve vydavatelském oddělení, v letech 1933–1938 na pozici sekretáře Akademické YMCA a pak jako programový sekretář YMCA. V témže období také pracoval jako redaktor Křesťanské revue.
Po začátku nacistické okupace se aktivně podílel na II. odboji, například spoluzakládal petiční výbor Věrni zůstaneme. Dne 27. února 1940 v sedm hodin ráno byl ovšem zatčen gestapem na základě udání, že je v kontaktu s Edvardem Benešem. Od té doby byl Němci vězněn. Pod dohledem gestapa byla i jeho manželka, která se musela pravidelně hlásit v Petschkově paláci. Nejprve byl vězněn v Praze na Karlově náměstí, pak v koncentračním táboře v Terezíně a přes dva roky v Mnichově. V roce 1943 došlo ve Stuttgartu k soudu s obviněnými ze Šimsova okruhu. Jemu samotnému nebyla vina prokázána, nicméně zůstal i nadále ve vazbě. Po soudu jej eskortovali přes Ulm, do koncentračního tábora v Terezíně, pak byl krátce vězněn v Praze na Pankráci a nakonec byl převezen do koncentračního tábora v Dachau. Tady se na začátku roku 1945 nakazil skvrnitým tyfem a ten se také stal příčinou jeho úmrtí (skonal dne 8. února 1945 v noci v 03.30 hodin).
I ve vězení psal, jeho vězeňská tvorba byla později několikrát vydána, díky Česko-německému fondu budoucnosti také v němčině.
V roce 1946 mu byl in memoriam udělen Československý válečný kříž 1939 a v roce 1992 řád Tomáše Garrigua Masaryka I. třídy.

## Pamětní deska v paláci YMCA

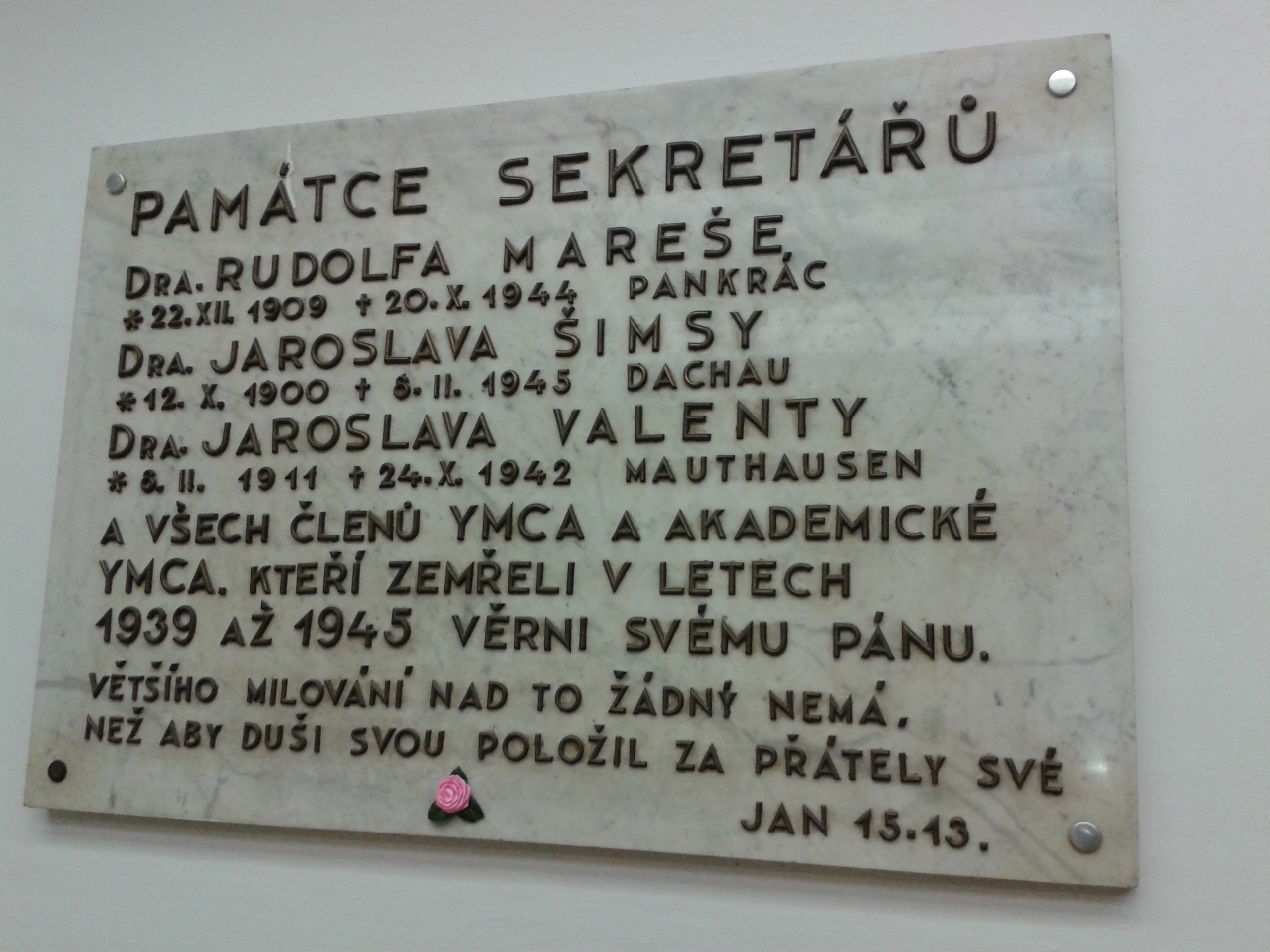
Pamětní deska sekretářům YMCA v paláci YMCA

Pamětní deska "Obětem 2. světové války" je umístěná ve vestibulu paláce YMCA (v budově na adrese: Na Poříčí 1041/12; 110 00 Praha 1 – Nové Město). Pamětní deska připomíná tři sekretáře organizace YMCA, kterými byli: Rudolf Mareš (1909–1944), Jaroslav Šimsa (1900–1945) a Jaroslav Valenta (1911–1942), kteří zemřeli v letech nesvobody 1939 až 1945 a kteří se účastnili protinacistického odboje.